# Mossley
Mossley är en stad och civil parish i Tameside i Greater Manchester i England. Orten har 10 921 invånare (2011).